# Chris Flood
Christopher „Chris“ Flood (* 1. Mai 1947 in Fore, County Westmeath) ist ein ehemaliger irischer Politiker der Fianna Fáil (FF), der zwischen 1987 und 2002 Mitglied des Dáil Éireann war, des Unterhauses des Parlaments (Oireachtas) der Republik Irland.

## Leben
Chris Flood wuchs in Westmeath auf. Sein Studium am University College Dublin brach er ab und zog nach London, um dort in einer Werbeagentur zu arbeiten. 1970 kehrte er nach Irland zurück und machte sich 1976 selbstständig. Gemeinsam mit seiner Ehefrau Carmel kaufte er sich ein Haus in Tallaght. Seine Versuche, in die Politik einzusteigen, blieben bis 1985 erfolglos. Zunächst zog er in den Dublin County Council ein. Dann gelang es ihm bei den Wahlen im Wahlkreis Dublin South-West für die Fianna Fáil in den Dáil Éireann einzuziehen.
Am 6. Februar 1991 übernahm Flood in der vierten Regierung Haughey als Staatsminister im Gesundheitsministerium erstmals ein Regierungsamt. Als Albert Reynolds 1992 die Regierungsgeschäfte übernahm, blieb er in dieser Regierung im Amt bis zum 12. Januar 1993. In der ersten Regierung Ahern wurde er am 8. Juli 1997 zum Staatsminister im Ministerium für Tourismus und Handel ernannt.  Mit Wirkung vom 13. Juli 1997 wurde der Ressortbereich neu zugeschnitten. Der Name lautete seitdem Ministerium für Tourismus, Sport und Erholung.
Am 26. Januar 2000 trat Flood vom Ministeramt zurück.